# Dečani
Dečani (in albanese Deçan; in serbo Дечани?, Dečani) è una città del Kosovo occidentale.
All'interno del comune si trova il Monastero serbo-ortodosso di Visoki Dečani, bene protetto dall'UNESCO.

## Geografia antropica

### Suddivisioni amministrative
Il comune si divide nei seguenti villaggi:
Irzniq, Dranoc, LLoqan, Voksh, Pobergjë, Prejlep, Isniq, Strellc i Ulët, Lëbushë,Beleg, Carrabreg i Poshtem, Carrabreg i Eperm, Gllogjan, Llukë e Ulët, Lukë e Epërm, Lumbardh, Kodrali, Dubovik, Shaptej, Gramaqel, Jasiq i Ulët, Rastavicë, Baballoq, Hulaj, Maznikë, Dashinoc, Pozhar, Ratish i Ulët, Ratish i Epërm, Prapaqan, Dubravë, Sllup, Prekulluk.

## Società

### Composizione etnica
| Anno/Etnia | Albanesi | % | Serbi | % | Bosniaci | % | Roma | % | Ashkali | % | Egiziani | % | Altri Gruppi Etnici | % | Gorani | % | Totale |
| ---------- | -------- | - | ----- | - | -------- | - | ---- | - | ------- | - | -------- | - | ------------------- | - | ------ | - | ------ |
| 2024       | 27 266   |   | 2     |   | 58       |   | 36   |   | 29      |   | 341      |   | 3                   |   | 0      |   | 27 775 |